# Камерная музыка

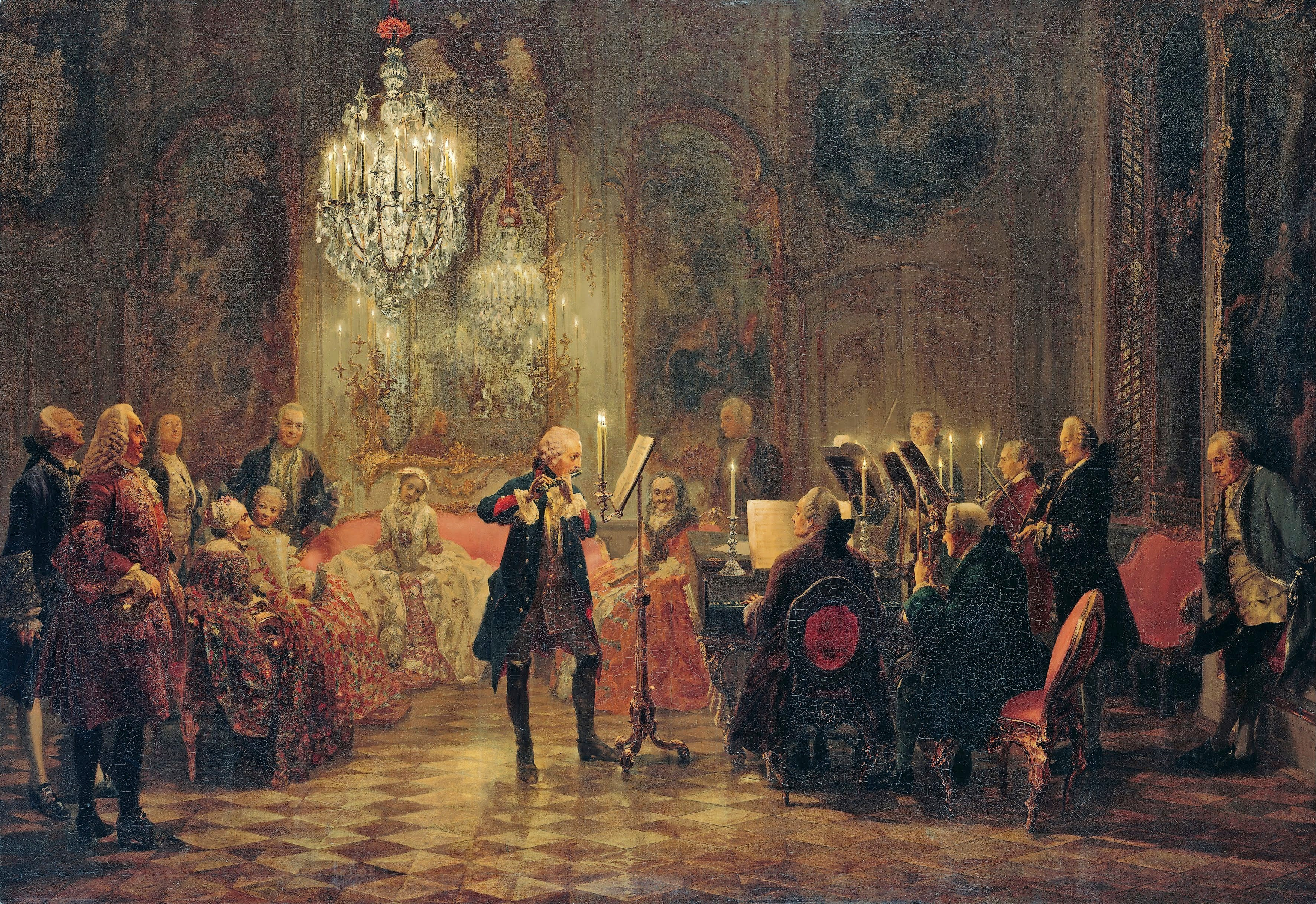
А. фон Менцель. Концерт для флейты Фридриха Великого в Сан-Суси. 1852

Ка́мерная му́зыка (лат. camera — комната) — музыка, исполняемая небольшим коллективом музыкантов-инструменталистов и/или вокалистов. При исполнении камерного сочинения каждую партию исполняет, как правило, только один голос, в отличие от оркестровой музыки, где существуют группы голосов, играющих в унисон.
В XVI—XVIII веках термин «камерная музыка» применялся по отношению к любой светской музыке и противопоставлялся музыке церковной. В дальнейшем, с зарождением и развитием симфонической музыки, камерной музыкой стали называть произведения, рассчитанные на небольшое количество исполнителей и ограниченный круг слушателей. В XIX—XX веках значение камерной музыки как «музыки для избранных» постепенно отпало, и термин сохранил смысл как определение произведений, предназначенных для исполнения небольшими коллективами музыкантов и для малой группы слушателей.
Современные виды камерного инструментального ансамбля — трио, квартет, квинтет и так далее — сформировались в творчестве представителей венской классической школы Гайдна, Моцарта, Бетховена, создавших глубокие по содержанию и совершенные по форме образцы. Обладающий богатыми выразительными возможностями, инструментальный ансамбль привлёк внимание почти всех композиторов, в нём получили отражение основные направления музыкального искусства XVIII—XX веков. Ему отдали дань романтики (Ф. Шуберт, Ф. Мендельсон, Р. Шуман) и композиторы последующего времени (И. Брамс, А. Дворжак и другие).
Коллектив, исполняющий камерную музыку, называется камерным ансамблем. Как правило, в камерный ансамбль входят от двух до десяти музыкантов, реже — больше. Исторически сложились канонические инструментальные составы некоторых камерных ансамблей, например, фортепианное трио, струнный квартет, фортепианный квинтет и другие.
Существует также понятие камерного оркестра — как правило, это сокращённый (не более 15—20 человек) состав струнного оркестра, иногда с добавлением нескольких духовых инструментов.

## Некоторые исторически сложившиеся инструментальные составы камерных ансамблей
- Солирующий инструмент (струнный или духовой) и фортепиано.
- Фортепианный дуэт[англ.] (два фортепиано или фортепиано в четыре руки[англ.]).
- Струнное трио[англ.] (скрипка, альт и виолончель).
- Фортепианное трио (скрипка, виолончель и фортепиано).
- Струнный квартет (две скрипки, альт и виолончель).
- Фортепианный квартет[англ.] (скрипка, альт, виолончель и фортепиано).
- Струнный квинтет[англ.] (струнный квартет + альт или виолончель).
- Фортепианный квинтет (фортепиано + струнный квартет).